# Calendario de vacunación

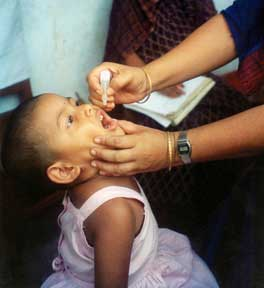
Vacuna contra la poliomielitis administrada por vía oral, en Venezuela, a partir de los 2 meses de edad con refuerzos hasta los 4 a 6 años.

Los términos calendario de vacunación (España y Argentina), cartilla de vacunación (México) y esquema de inmunizaciones (Venezuela), entre otros, sirven para hacer referencia al cuadro en el que se registran las vacunas aplicadas a niños y a adultos. Hay varios países donde se usa el Certificado internacional de vacunación o profilaxis, un registro oficial de vacunación creado por la Organización Mundial de la Salud (OMS), como documento de viaje, que puede ser necesario para entrar en determinados países en los que existen mayores riesgos sanitarios para los viajeros.

## Vacunas
Una vacuna es una preparación destinada a generar inmunidad adquirida contra una enfermedad, mediante la estimulación  de la producción de anticuerpos. Normalmente una vacuna contiene un agente que se asemeja a un microorganismo causante de la patología y a menudo se hace a partir de formas debilitadas o muertas del microbio, sus toxinas o una de sus proteínas de superficie. El agente estimula el sistema inmunológico del cuerpo a reconocer al agente como una amenaza, destruirla y guardar un registro de este, de modo que el sistema inmune puede reconocer y destruir más fácilmente cualquiera de estos microorganismos que encuentre más adelante.
La administración de una vacuna se llama vacunación. La efectividad de las vacunaciones ha sido ampliamente estudiada y confirmada; por ejemplo, la vacuna contra la gripe, la vacuna contra el VPH y la vacuna contra la varicela. La vacunación es el método más eficaz de prevenir las enfermedades infecciosas; la inmunidad generalizada debido a la vacunación es en gran parte responsable de la erradicación mundial de la viruela y la restricción de enfermedades como la poliomielitis, el sarampión y el tétanos en la mayor parte del mundo. La Organización Mundial de la Salud (OMS) informa que las vacunas autorizadas están disponibles actualmente para prevenir o contribuir a la prevención y control de veinticinco infecciones.

## Calendario de vacunación por países

### En Argentina
El calendario de vacunación vigente en la Argentina es el siguiente:
| Vacuna                          | Edad           | Edad      | Edad      | Edad      | Edad      | Edad        | Edad        | Edad        | Edad          | Edad        | Edad         | Edad                        |                             |                             |                             |                             |                             |
| Vacuna                          | 0 meses        | 2 meses   | 3 meses   | 4 meses   | 5 meses   | 6 meses     | 12 meses    | 15 meses    | 18 meses      | 24 meses    | 5-6 años     | 11 años                     | A partir de los 15          | Adultos                     | Embarazadas                 | Puerperio                   | Personal de salud           |
| ------------------------------- | -------------- | --------- | --------- | --------- | --------- | ----------- | ----------- | ----------- | ------------- | ----------- | ------------ | --------------------------- | --------------------------- | --------------------------- | --------------------------- | --------------------------- | --------------------------- |
| BCG                             | única dosis    |           |           |           |           |             |             |             |               |             |              |                             |                             |                             |                             |                             |                             |
| Hepatitis B                     | dosis neonatal |           |           |           |           |             |             |             |               |             |              |                             | Iniciar o completar esquema | Iniciar o completar esquema | Iniciar o completar esquema | Iniciar o completar esquema | Iniciar o completar esquema |
| Neumococo conjugada             |                | 1.ª dosis |           | 2.ª dosis |           |             | refuerzo    |             |               |             |              |                             |                             | Esquema secuencial          |                             |                             |                             |
| Quíntuple pentavalente          |                | 1.ª dosis |           | 2.ª dosis |           | 3.ª dosis   |             |             |               |             |              |                             |                             |                             |                             |                             |                             |
| Polio                           |                | 1.ª dosis |           | 2.ª dosis |           | 3.ª dosis   |             |             | 1.er refuerzo |             | 2.º refuerzo |                             |                             |                             |                             |                             |                             |
| Rotavirus                       |                | 1.ª dosis |           | 2.ª dosis |           |             |             |             |               |             |              |                             |                             |                             |                             |                             |                             |
| Meningococo                     |                |           | 1.ª dosis |           | 2.ª dosis |             |             | refuerzo    |               |             |              | única dosis                 |                             |                             |                             |                             |                             |
| Gripe                           |                |           |           |           |           | dosis anual | dosis anual | dosis anual | dosis anual   | dosis anual | dosis anual  | dosis anual                 | dosis anual                 | dosis anual                 | dosis anual                 | dosis anual                 | dosis anual                 |
| Hepatitis A                     |                |           |           |           |           |             | única dosis |             |               |             |              |                             |                             |                             |                             |                             |                             |
| Triple viral                    |                |           |           |           |           |             | 1.ª dosis   |             |               |             | 2.ª dosis    | Iniciar o completar esquema | Iniciar o completar esquema | Iniciar o completar esquema |                             | Iniciar o completar esquema | Iniciar o completar esquema |
| Varicela                        |                |           |           |           |           |             |             | única dosis |               |             |              |                             |                             |                             |                             |                             |                             |
| Vacuna quíntuple o pentavalente |                |           |           |           |           |             |             |             | 1.er refuerzo |             |              |                             |                             |                             |                             |                             |                             |
| Triple Bacteriana Celular       |                |           |           |           |           |             |             |             |               |             | 2.º refuerzo |                             |                             |                             |                             |                             |                             |
| Triple Bacteriana Acelular      |                |           |           |           |           |             |             |             |               |             |              | refuerzo                    |                             |                             | 1 dosis                     |                             | 1 dosis                     |
| Virus Papiloma Humano           |                |           |           |           |           |             |             |             |               |             |              | 2 dosis                     |                             |                             |                             |                             |                             |
| Doble Bacteriana                |                |           |           |           |           |             |             |             |               |             |              |                             |                             | refuerzo cada 10 años       |                             |                             |                             |
| Fiebre amarilla                 |                |           |           |           |           |             |             |             | 1.ª dosis     |             |              | refuerzo                    | única dosis                 |                             |                             |                             |                             |
| Fiebre Hemorrágica Argentina    |                |           |           |           |           |             |             |             |               |             |              |                             | única dosis                 |                             |                             |                             |                             |

### En Chile
El Programa Nacional de Inmunización en Chile tiene su origen en 1978 y fue cambiando constantemente para incorporar nuevas enfermedades y medidas, tales como la obligatariedad de la administración de vacunas contra enfermedades inmuno-prevenibles desde el 2010 y considera a recién nacidos, escolares, embarazadas y adultos mayores. El calendario más reciente según el Ministerio de Salud es el siguiente:
| Vacuna                  | Edad / Periodo | Edad / Periodo      | Edad / Periodo | Edad / Periodo                | Edad / Periodo | Edad / Periodo | Edad / Periodo | Edad / Periodo | Edad / Periodo                                | Edad / Periodo     |
| Vacuna                  | Recién nacido  | 2, 4 y 6 Meses      | 12 Meses       | 18 Meses                      | 1° Básico      | 4° Básico      | 5° Básico      | 8° Básico      | Embarazadas desde las 28 semanas de gestación | Mayores de 65 años |
| ----------------------- | -------------- | ------------------- | -------------- | ----------------------------- | -------------- | -------------- | -------------- | -------------- | --------------------------------------------- | ------------------ |
| BCG                     | ✓              |                     |                |                               |                |                |                |                |                                               |                    |
| dTp                     |                |                     |                |                               | ✓              |                |                | ✓              | ✓                                             |                    |
| Fiebre amarilla         |                |                     |                | ✓ (Sólo en la Isla de Pascua) |                |                |                |                |                                               |                    |
| Hepatitis A             |                |                     |                | ✓                             |                |                |                |                |                                               |                    |
| Hepatitis B             | ✓              |                     |                |                               |                |                |                |                |                                               |                    |
| Hexavalente             |                | ✓                   |                | ✓                             |                |                |                |                |                                               |                    |
| Meningocócica conjugada |                |                     | ✓              |                               |                |                |                |                |                                               |                    |
| Neumocónica conjugada   |                | ✓ (Sólo prematuros) | ✓              |                               |                |                |                |                |                                               | ✓                  |
| Triple Vírica           |                |                     | ✓              |                               | ✓              |                |                |                |                                               |                    |
| Varicela                |                |                     |                | ✓                             |                |                |                |                |                                               |                    |
| VPH                     |                |                     |                |                               |                | Primera dosis  | Segunda dosis  |                |                                               |                    |

De vez en cuando se realizan campañas de refuerzo si la situación así lo amerite, tal como ocurrió en el 2019 cuando ocurrió un brote de Sarampión importado y se realizó una campaña para administrar nuevamente la vacuna triple vírica en el grupo que más estaba afectado por el rebrote.

### En España
Con el objetivo de proporcionar la mejor protección, se recomienda que los niños sean vacunados tan pronto su sistema inmunitario sea capaz de responder a las vacunas, con las dosis de refuerzo posteriores que sean necesarias. Con este objetivo se elabora a nivel nacional el calendario común de vacunación infantil, recomendaciones del Ministerio de Sanidad de España vigentes desde enero de 2018.

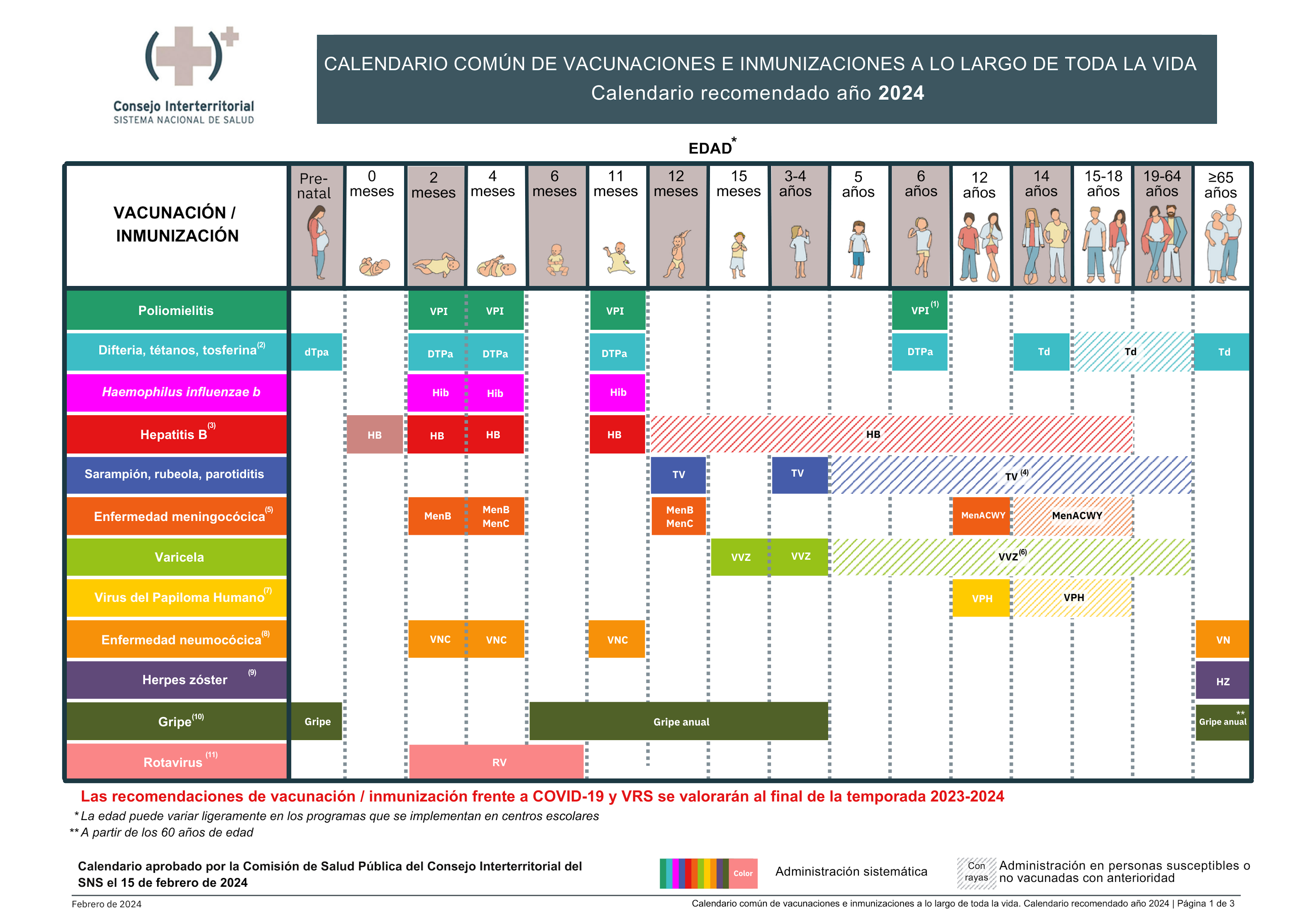
Calendario común de vacunación. España.

En España, el calendario de vacunaciones recomendado por el Ministerio de Sanidad comienza con el nacimiento y continúa a lo largo de toda la vida. La administración -en el centro de salud y/o en las escuelas- de las vacunas recogidas en el calendario es recomendada (no obligatoria) y gratuita. Cada Comunidad Autónoma tiene su propio calendario, que puede variar ligeramente del recomendado. Se pueden consultar por comunidades autónomas en la propia web del Ministerio. El Ministerio de Sanidad también proporciona información sobre aquellas vacunas que en nuestro entorno no son necesarias, pero sí es recomendable ponérselas cuando se va a viajar a zonas peligrosas (selvas, países subdesarrollados...)
El Comité Asesor de Vacunas (CAV) de la Asociación Española de Pediatría (AEP) promueve la consecución de un calendario de vacunaciones único y ha actualizado sus recomendaciones en 2014. ya que cada comunidad autónoma diseña su propio calendario vacunal, originando conflictos cuando un niño cambia de residencia.

### En México
El esquema de vacunación para niños y niñas de 0 a 9 años en México es el siguiente:
| Vacuna                               | Enfermedad que previene                                                                                 | Dosis                      |
| ------------------------------------ | --- | -------------------------- |
| BCG                                  | Formas graves de tuberculosis en especial la tuberculosis miliar y meningitis tuberculosa               | Una sola dosis de 0.1ml    |
| Hepatitis B                          | Hepatitis B                                                                                             | 3 dosis                    |
| Pentavalente Acecular (DPaT/VIP+HiB) | Difteria, tos ferina, tétanos, poliomielitis y enfermedades invasivas por Haemophilus Influenzae tipo B | 4 dosis de 0.5 ml          |
| DPT                                  | Difteria, tos ferina y tétanos.                                                                         | 1 dosis de 0.5 ml          |
| Rotavirus                            | Gastroenteritis graves causadas por Rotavirus                                                           | 2 o 3 dosis de 2 mL        |
| Neumococo conjugada                  | Infecciones neumocócicas invasivas causadas por Streptococcus pneumoniae                                | 3 dosis, cada una de 0.5ml |
| Influenza                            | Gripe                                                                                                   | Dosis anual                |
| SRP                                  | Sarampión, rubéola y parotiditis                                                                        | 2 dosis de 0.5 ml          |
| Sabin                                | Poliomielitis 1, 2 y 3                                                                                  | 0.1ml                      |
| SR                                   | Sarampión y rubéola                                                                                     | 1 dosis de 0.5 ml          |

### En Venezuela
Según el esquema de inmunizaciones en Venezuela para niños, niñas y adolescentes recomendadas por la Sociedad Venezolana de Puericultura y Pediatría, al cumplir 12 meses de vida se debe tener administradas la vacuna BCG contra la tuberculosis, 3 dosis de la vacuna contra la poliomielitis, 3 dosis de anti-difteria, tétanos y pertusis, 3 dosis de anti-Haemophilus influenzae tipo b, 3 dosis de la vacuna contra la hepatitis B, 3 dosis de anti Streptococcus pneumoniae, 2 dosis de anti Rotavirus y una dosis de la vacuna contra la influenza.
A partir de los 12 meses de edad inicia la vacunación con la vacuna anti sarampión-rubéola-parotidis, anti amarílica, anti varicela, anti hepatitis A y los refuerzos respectivos de anti Difteria-Tétanos-Pertusis, Polio y anti Haemophilus influenzae.
Los niños, niñas y adolescentes que no hayan sido vacunados a la edad recomendada, deberán recibir el esquema de inmunizaciones en cualquier momento, respetando las indicaciones y contraindicaciones específicas para cada vacuna.
Varios estados, inicialmente Vargas y Aragua, participaron en jornadas y talleres de actualización dirigidos por la Dirección General de Epidemiología y el apoyo técnico de la Organización Panamericana de la Salud para incorporar nuevas vacunas como DPTa, anti-influenza pediátrica, neumococo 23 y presentar los criterios de introducción de nuevas vacunas, (anti-neumococo y anti-VPH), del sistema de notificación, de la cadena de frío, y vigilancia epidemiológica de enfermedades inmunoprevenibles.
En Venezuela, se recomienda que la inmunización sea más efectiva en pacientes infectados por el VIH con niveles de linfocito T CD4+ mayores de 200/mm3, y aún más en aquellas personas que reciben tratamiento antirretroviral de alta eficacia. Las vacunas hechas con microorganismos vivos (BCG, polio oral, fiebre tifoidea, varicela y fiebre amarilla) están contraindicadas en Venezuela en pacientes con enfermedad por el VIH no controlada.
El esquema actual de inmunizaciones en Venezuela es producto de actualizaciones publicadas en el año 2008, en la que se omite la dosis anti poliomielitis para el recién nacido, recomendándose además la administración por vía parenteral de esa vacuna. Otras medidas publicadas como parte de la actualización de inmunizaciones es la dosis de anti-hepatitis B en las primeras 24 horas de vida de un neonato producto de una madre con serología para hepatitis B no documentada. Para hijos de madres con serología positiva para hepatitis B, se recomienda una dosis inicial en las primeras 12 horas de vida.
Para la vacuna anti-Haemophilus influenzae se recomienda el refuerzo entre los 12 y 18 meses de vida. Para niños no inmunizados, se cumple una sola dosis desde los 15 meses hasta los 5 años.
Para la vacuna triple bacteriana DPT, se cumple el refuerzo entre los 4 y 6 años de edad. Desde los 7 a 10 años se refuerza con la vacuna DT, mientras que para mayores de 10 años de edad con la vacuna dT o TT. El refuerzo ocurre subsiguientemente cada 10 años con la dT o TT. Se recomienda la vacuna TT para embarazadas en el segundo y tercer trimestre y una dosis anual por tres años después del parto.